# 1936年上海
|        | 上海历史 |
| 世紀： | 19世紀上海 \| 20世紀上海 \| 21世紀上海                                                                                     |
| 年代： | 1900年代上海 \| 1910年代上海 \| 1920年代上海 \| 1930年代上海 \| 1940年代上海 \| 1950年代上海 \| 1960年代上海               |
| 年份： | 1932年上海 \| 1933年上海 \| 1934年上海 \| 1935年上海 \| 1936年上海 \| 1937年上海 \| 1938年上海 \| 1939年上海 \| 1940年上海 |
| 紀年： | 丙子年（鼠年）、上海开埠93周年、上海设市9周年                                                                              |

## 主要官员（公共租界）

### 工部局
- 总董： 安諾德
- 总裁兼总办： 費信惇

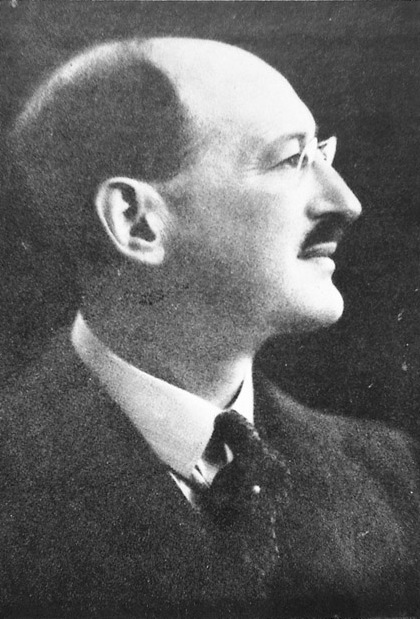
总董安诺德
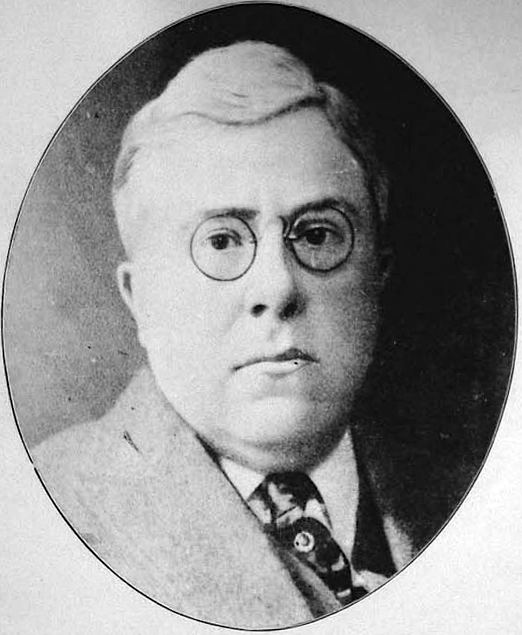
总裁、总办费信惇

## 主要官员（法租界）

### 总领事
- 马尔塞尔·博代兹（Marcel Baudez）

## 主要官员（华界）

### 政府
- 市长：吴铁城

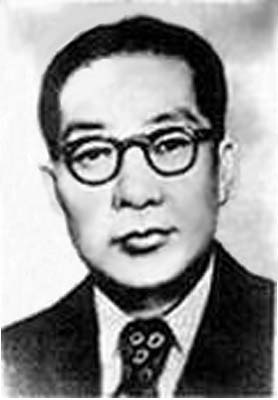
市长吴铁城